# Ngọc Trung
Ngọc Trung là một xã thuộc huyện Ngọc Lặc, tỉnh Thanh Hóa, Việt Nam.
Xã có diện tích 14,67 km², dân số năm 1999 là 5394 người, mật độ dân số đạt 368 người/km².